# Langrayen sordide
Artamus cyanopterus
Espèce
Synonymes
- Loxia cyanoptera Latham, 1802
(protonyme)

Statut de conservation UICN

 LC  : Préoccupation mineure
Le Langrayen sordide (Artamus cyanopterus) est une espèce de passereaux de la famille des Artamidae originaire des forêts et des bois des régions tropicales à tempérées de l'est de l'Australie. Son apparence générale peut rappeler celle d'une hirondelle, bien qu'il n'y soit que peu apparenté.
Ce langrayen se nourrit de matière d'origine végétale comme d'insectes. Les couples ont trois à quatre oisillons, nidicoles, par couvée. Il est assez nomade, et partiellement migrateur. Il n'y a jamais eu de comptage de sa population mais ce n'est pas une espèce menacée. Localement, elle est même commune.

## Description

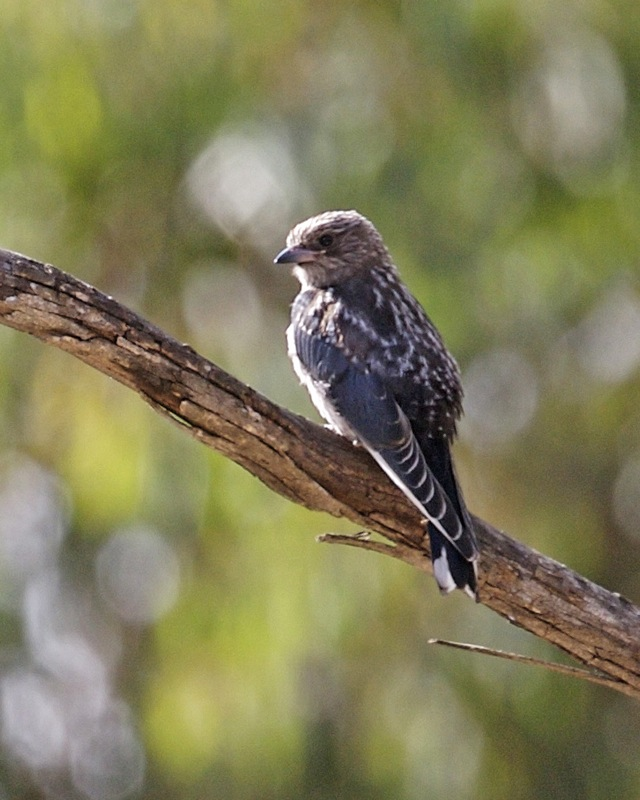
Juvénile.

Avec 18 cm de long et un poids de 35 g, c'est un oiseau de taille moyenne ressemblant à une hirondelle, de couleur dominante le plus souvent brune mais parfois grise. Il a une tache sombre au devant des yeux, les ailes gris ardoisé (parfois noires), sont bordées de blanc avec le dessous argenté. La queue est noire avec l'extrémité blanche. Le bec est bleu-gris avec du noir à la pointe,,. Les juvéniles sont de couleur plus claire avec des plumes blanches réparties dans leur plumage.
Ces oiseaux ont l'habitude de remuer spontanément la queue, un trait qui est commun chez de nombreuses autres espèces de langrayens. Il se distingue des autres langrayens par la bande blanche située sur le bord extérieur de l'aile et il est le plus foncé des langrayens en dehors du Petit Langrayen qui s'en distingue facilement notamment par sa taille plus petite et l'absence de blanc sur les ailes.
Au repos et en bande, le Langrayen sordide a des cris variés utilisés dans certaines situations. Le plus caractéristique d'entre eux est peut-être celui utilisé à l'approche d'un prédateur ou d'un intrus, un cri rude pour avertir ses congénères.

## Écologie et répartition

### Alimentation
Son régime alimentaire est varié. Il mange différentes sortes de feuillage et d'autres matières herbacées qu'il trouve sur le sol ou dans les arbres. Il consomme aussi des termites, des papillons et d'autres insectes ainsi que le nectar des fleurs,,. Un aspect particulier de ses habitudes alimentaires est la façon dont il attrape les insectes en vol en les saisissant par les ailes. Il peut aussi trouver ses proies sur le sol et il aime souvent les endroits discrets comme les lignes électriques pour se percher en attendant une proie. Il peut également pratiquer le cleptoparasitisme, travaillant en groupe pour voler les proies du Monarque infatigable. Le cleptoparasitisme est extrêmement rare chez les passereaux, tout comme celui pratiqué en bande en général.

### Reproduction

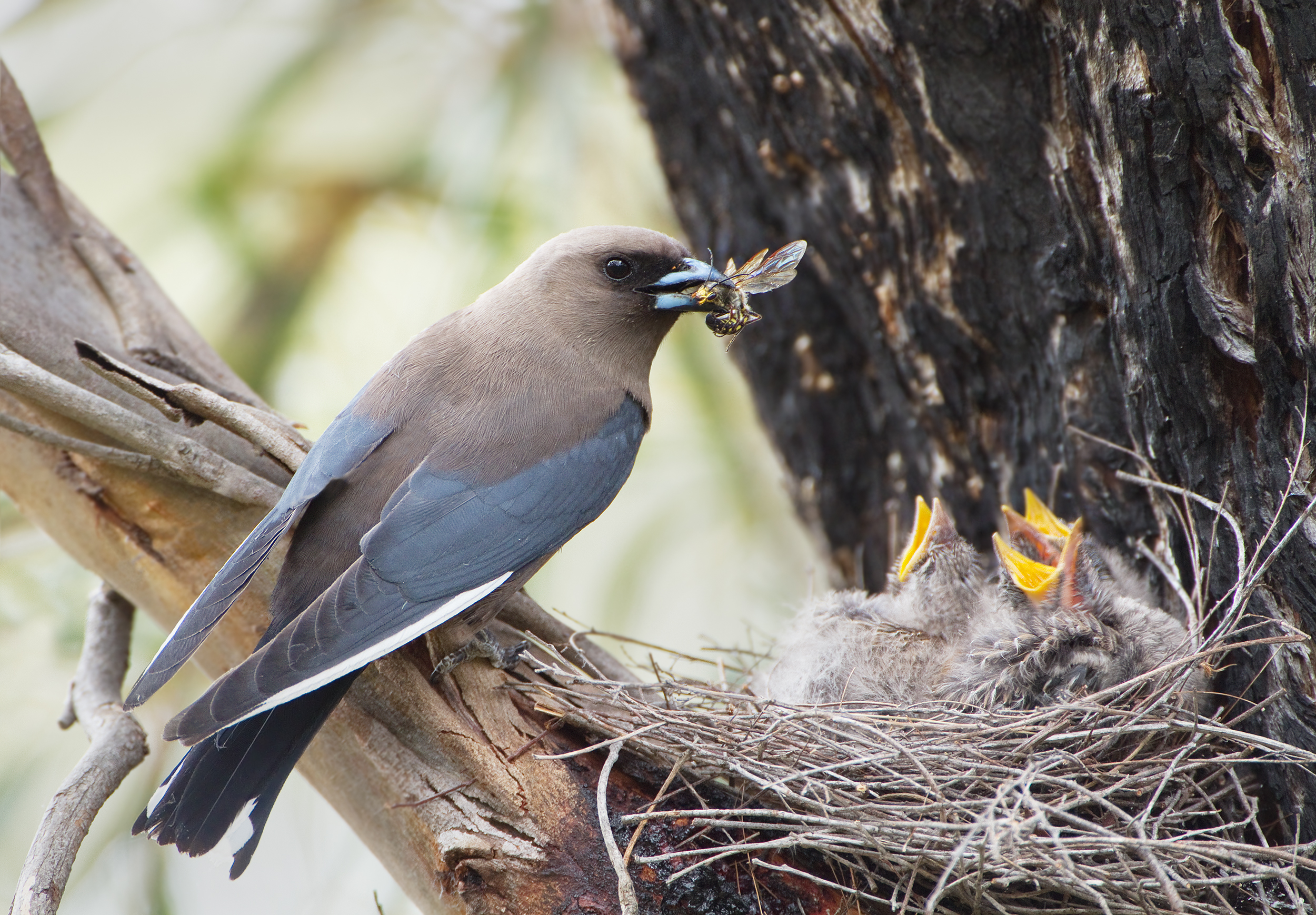
Parent nourrissant ses oisillons avec une guêpe.

Le nid est formé de branches, de racines et de feuilles réunies pour former une sorte de cuvette, qui est doublée d'herbe. Il est placé en sécurité derrière l'écorce d'un arbre, sur une branche élevée, parfois dans une souche d'arbre évidée. Le nid est construit d'août à janvier avec l'aide de plusieurs autres oiseaux. Le couple surveille ensuite le nid, tandis que d'autres oiseaux les aident à prendre soin des oisillons. La femelle ne pond généralement pas plus de trois ou quatre œufs blancs. Après une période d'incubation de seize jours, les jeunes restent au nid jusqu'à une vingtaine de jours avant de pouvoir s'envoler.

## Répartition et habitat

Répartition du Langrayen sordide en Australie et Tasmanie.

Il vit surtout dans les forêts et bois d'eucalyptus. On le trouve depuis le plateau d'Atherton, au Queensland, jusqu'en Tasmanie et à l'ouest de la péninsule d'Eyre, en Australie-Méridionale et au sud-ouest de l'Australie-Occidentale. Pendant les périodes de repos, le plus souvent la nuit, ils se rassemblent en petits groupes. Au cours de la saison de reproduction, ils nichent en bandes de 20 à 30 individus pour éloigner les prédateurs des jeunes,.
Ce sont des oiseaux nomades qui ont tendance à se déplacer assez facilement. Les oiseaux des régions les plus au sud-est connaissent un changement d'habitat en migrant vers le nord en automne.

## Taxinomie
Il a été décrit par l'ornithologue anglais John Latham en 1802, sous le protonyme de Loxia cyanoptera. Sa dénomination spécifique est dérivée du préfixe d'origine grecque cyano- pour « bleu » et de πτερόν (pteron) signifiant « aile ».

### Sous-espèces
Selon le Congrès ornithologique international et Alan P. Peterson, il existe deux sous-espèces :
- Artamus cyanopterus cyanopterus (Latham, 1802), vit du centre Sud jusqu'au Sud-Est de l'Australie[7] ;
- Artamus cyanopterus perthi (Mathews, 1915), vit du Sud-Ouest jusqu'au centre Sud de l'Australie[7].

## Conservation

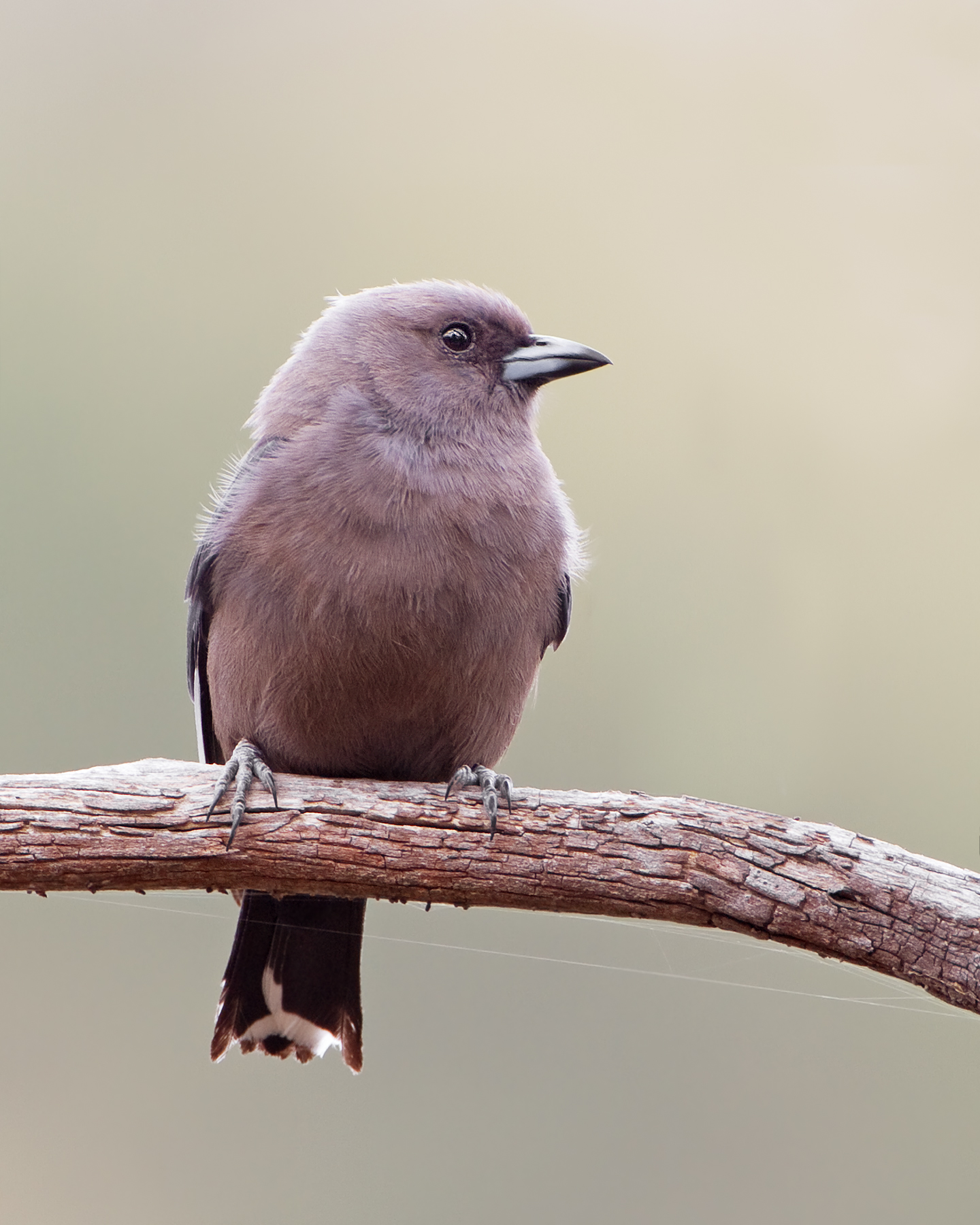
Langrayen sordide perché sur une branche, vu de face.

Le Langrayen sordide a une très vaste aire de répartition. Le nombre d'individus n'a pas encore été quantifié ou estimé, et même si les effectifs semblent diminuer, le déclin n'est pas estimé suffisant pour menacer l'espèce. Le Langrayen sordide est même commun dans certaines zones et pour ces diverses raisons, il est évalué, en l'attente de nouvelles études, comme espèce de Préoccupation mineure (LC) par l'Union internationale pour la conservation de la nature (UICN).